# Bernard Membe
Bernard Kamillius Membe, né le 9 novembre 1953 dans la Lindi au Tanganyika et mort le 12 mai 2023 à Dar es Salaam est un homme politique tanzanien.

## Biographie

### Enfance, éducaton et débuts
Bernard Membe naît le 9 novembre 1953 dans la Lindi au Tanganyika.

### Carrière
Du 6 janvier 2006 au 5 novembre 2015, il occupe la fonction de ministre des Affaires étrangères